# Pterocymbium oceanicum
Pterocymbium oceanicum är en malvaväxtart som beskrevs av A. C. Smith. Pterocymbium oceanicum ingår i släktet Pterocymbium och familjen malvaväxter. Inga underarter finns listade i Catalogue of Life.